# Cronologia della pubblicità online
Questa pagina consiste in un elenco cronologico dei lanci, pietre miliari e eventi importanti relativi all'evoluzione della pubblicità online.

## Panoramica
| Decennio                   | Descrizione |
| -------------------------- | --- |
| Fine degli anni '70 - 1980 | Gran parte della pubblicità online durante questo periodo di tempo viene effettuata tramite mail, sotto forma di spamming. Tali attività sono continuate fino ad oggi, ma sono diventate molto più comuni dopo la revoca del divieto di uso commerciale di Internet nel 1991. |
| 1990 - 2000                | Le persone ora hanno le proprie pagine Web, gli annunci banner vengono utilizzati come fonte di reddito per pagare questi siti. Aziende come Prodigy, Global Network Navigator (GNN) e HotWired sono pionieri nel settore della pubblicità online.                            |
| 2000 - 2010                | Man mano emergono sempre più aziende in grado di fornire servizi pubblicitari, alcune importanti aziende di successo come Google, Facebook, Yahoo!, Microsoft e AOL iniziano a dominare il mercato.                                                                           |

## Sequenza temporale
| Anno | Giorno e mese | Tipo di evento                     | Tipo di pubblicità                             | Descrizione |
| ---- | ------------- | ---------------------------------- | ---------------------------------------------- | --- |
| 1978 | 3 maggio      | Pietra miliare                     | Email marketing                                | Viene inviata la prima istanza di posta elettronica spam, il cui scopo è la pubblicità. |
| 1980 |               | Lancio                             | N/A                                            | Usenet, un popolare forum di discussione, si avvia e viene occasionalmente sopraffatto da messaggi pubblicitari di spam. |
| 1984 |               | Lancio                             | Banner advertising                             | Prodigy viene lanciato, offrendo uno dei primi servizi di pubblicità online; sebbene questi annunci siano sempre nello stesso punto sullo schermo e non siano cliccabili. |
| 1991 | marzo         | Pietra miliare                     | N/A                                            | Il divieto di uso commerciale di NSFNET viene revocato dalla National Science Foundation (NSF). |
| 1993 |               | Lancio                             | Banner advertising                             | GNN, uno dei primi servizi di pubblicazione e pubblicità sul web, è lanciato da O'Reilly Media. |
| 1994 |               | Pietra miliare                     | Banner advertising                             | La prima pubblicità cliccabile in assoluto viene venduta a GNN da uno studio legale della Silicon Valley. |
| 1994 |               | Lancio                             | N/A                                            | Viene lanciato HotWired, la prima rivista web commerciale. |
| 1994 | 27 ottobre    | Pietra miliare                     | Banner advertising                             | Il primo banner in assoluto viene venduto ad AT&T, ed è visibile sul primo numero di HotWired. |
| 1995 | maggio        | Acquisizione                       | Banner advertising                             | GNN viene acquistata da AOL per 11 milioni di dollari. |
| 1996 |               | Lancio                             | Ad serving                                     | Viene lanciata DoubleClick, un'importante società di pubblicità online. |
| 1996 | luglio        | Lancio, pietra miliare             | Search advertising                             | Yahoo! lancia i primi annunci di ricerca nel loro motore di ricerca. |
| 1997 |               | Invenzione                         | Pop-up ads                                     | I pop-up pubblicitari vengono inventati da Ethan Zuckerman, e sono considerati una strategia pubblicitaria aggressiva e poco piacevole. |
| 1998 | 4 settembre   | Lancio                             | N/A                                            | Viene avviato Google, un motore di ricerca online. |
| 1998 |               | Invenzione, lancio, pietra miliare | Ad exchange                                    | OpenX, uno dei primi scambi di annunci, viene avviato come progetto open source. |
| 1998 |               | Lancio                             | Search advertising                             | GoTo (ora Yahoo! Search Marketing), lancia un motore di ricerca che offre pubblicità di ricerca. |
| 1999 |               | Defunction                         | N/A                                            | HotWired viene chiuso dopo che il suo dominio è stato riproposto da Lycos. |
| 2000 | 23 ottobre    | Lancio                             | Search advertising                             | Google lancia il servizio AdWords, che consente la pubblicità in base alle abitudini di navigazione di un utente e alle sue parole chiave di ricerca. |
| 2002 |               | Invenzione, pietra miliare         | Pop-up ads                                     | Con il fastidio causato dagli annunci pop-up, molti browser di spicco come Firefox, Netscape, and Opera iniziano a implementare funzionalità per bloccare questi annunci. |
| 2003 | 7 ottobre     | Acquisizione                       | Search advertising                             | Overture (precedentemente GoTo) viene acquisito da Yahoo! per arricchire il loro motore di ricerca. |
| 2004 | febbraio      | Lancio                             | Social media advertising                       | Viene lanciato Facebook, il social media network più popolare al mondo. |
| 2005 | 14 febbraio   | Lancio                             | Banner advertising                             | Viene lanciato YouTube, il popolare sito web di condivisione di video. |
| 2005 |               | Lancio                             | Demand-side platform                           | Viene lanciato Criteo, una delle prime piattaforme lato utente. |
| 2006 | ottobre       | Acquisizione                       | N/A                                            | YouTube viene acquistata da Google per 1.65 bilioni di dollari. |
| 2006 |               | Invenzione, lancio, pietra miliare | Ad blocking                                    | Adblock, un componente aggiuntivo per il blocco degli annunci sui browser, viene rilasciato. |
| 2006 |               | Lancio                             | Content discovery platform                     | Viene lanciata Outbrain, una società pubblicitaria che alimenta widget di ricircolo esterno. |
| 2006 | agosto        | Lancio                             | Native advertising                             | YouTube lancia la sua piattaforma di pubblicità, che oggi ha una portata enorme. |
| 2007 |               | Lancio                             | Content discovery platform                     | Viene lanciata Taboola, una nota società pubblicitaria che alimenta widget di ricircolo esterno. |
| 2007 |               | Lancio                             | Behavioral targeting, social media advertising | Facebook lancia Beacon, un'intricata piattaforma pubblicitaria che traccia le attività degli utenti di Facebook su siti Web al di fuori di Facebook. |
| 2007 | 14 aprile     | Acquisizione                       | Ad serving                                     | Google acquista DoubleClick, per 3.1 bilioni di dollari. |
| 2007 | 18 maggio     | Acquisizione                       | Ad serving                                     | Microsoft acquista AQuantive, una piattaforma pubblicitaria, per 6.5 bilioni di dollari. |
| 2007 |               | Lancio                             | Demand-side platform                           | Viene lanciata MediaMath, una notevole piattaforma lato utente. |
| 2008 | marzo         | Lancio                             | Demand-side platform                           | Viene lanciata Rocket Fuel Inc., una notevole piattaforma lato utente. |
| 2008 |               | Lancio                             | Ad blocking                                    | Rick Petnel crea Easylist, uno degli elenchi di filtri più popolari disponibili per i componenti aggiuntivi del browser, per il blocco degli annunci. L'elenco di filtri Easylist Privacy si concentra sul blocco di elementi Web che potrebbero invadere la privacy di un utente. |
| 2009 | 18 settembre  | Lancio                             | Ad exchange                                    | Google lancia la propria piattaforma di scambio di annunci con DoubleClick. |
| 2010 | 22 febbraio   | Lancio                             | Ad serving                                     | Google lancia DoubleClick for Publishers (DFP), un software pubblicitario come servizio. |
| 2010 | 12 aprile     | Lancio                             | Social media advertising                       | Twitter lancia Promoted Tweets, che consente agli inserzionisti di pagare per mostrare i tweet nel feed di un utente. |
| 2013 | 26 aprile     | Acquisizione                       | Ad serving                                     | Facebook acquista Atlas Solutions da Microsoft per 100 milioni di dollari, al fine di arricchire la sua piattaforma pubblicitaria. |
| 2013 | ottobre       | Lancio                             | Social media advertising                       | Instagram, una popolare piattaforma di condivisione di immagini, rilascia la sua funzione di pubblicare post sponsorizzati nei feed degli utenti. |
| 2014 | 24 marzo      | Lancio                             | Social media advertising                       | Pinterest, una piattaforma di condivisione di immagini creative, lancia il suo servizio Pin sponsorizzati che consente la pubblicità aggiuntiva nel feed di un utente. |
| 2014 | 23 giugno     | Lancio                             | Ad blocking                                    | Viene avviato UBlock Origin, un'estensione importante per il blocco degli annunci per i browser web. |
| 2014 | 14 novembre   | Lancio*                            | Ad serving                                     | Facebook rilancia Atlas. |
| 2016 | 14 giugno     | Lancio                             | Social media advertising                       | Snapchat, una popolare app di messaggistica, inizia a includere annunci pubblicitari tra le "storie" dell'utente. |
| 2016 | agosto        | Eventi importanti                  | Ad blocking                                    | Facebook afferma che inizieranno a bloccare l'utilizzo delle estensioni di blocco degli annunci, in particolare Adblock Plus and Adblock. in risposta, questi blocchi pubblicitari iniziano a contrastare il blocco di Facebook in una "guerra" continua.                          |

(*) Tali lanci non sono lanci iniziali, ma piuttosto rilanci.